# Attemsia stygia
Attemsia stygia är en mångfotingart som först beskrevs av Robert Latzel 1884.  Attemsia stygia ingår i släktet Attemsia och familjen Attemsiidae. Inga underarter finns listade i Catalogue of Life.